# Vrancea
Vrancea je župa v rumunské Moldávii. Nachází se v jejím jihu, u hranice s rumunským Valašskem a Sedmihradskem. Její hlavní město je Focșani.

## Charakter župy
Na jihu hraničí župa s župou Buzău, na severu s župou Bacău, na západě s župou Covasna a na východě s župami Galați a Vaslui. Její území je na západě velmi hornaté, zasahují sem Karpaty a nadmořská výška dosahuje i 1700 m. Na východě je pak nížina, východní hranici župy tvoří řeka Siret. Hlavní silniční a železniční spoje jsou tranzitní, vedou ze severu rumunské Moldávie do hlavního města Bukurešti.

## Významná města
- Focșani
- Adjud
- Mărășești
- Odobești
- Panciu